# Spitamenes
Spitamenes (altpers.: Spitameneh; † Dezember 328 v. Chr.) war ein Widersacher Alexanders des Großen bei dessen Eroberung von Baktrien und Sogdien.
Das Perserreich der Achämeniden hatte faktisch zu existieren aufgehört, nachdem der persische Großkönig Dareios III. von Alexander in der Schlacht von Gaugamela vernichtend geschlagen und später von seinem Rivalen Bessos auf der Flucht vor Alexander ermordet worden war. Während Alexander in den Jahren nach 330 v. Chr. seinen Vormarsch nach Osten bis zum Hindukusch nahezu ungehindert fortsetzen konnte, musste sich Bessos, der den Namen Artaxerxes annahm, bis nach Baktrien zurückziehen. Als Alexander im Jahre 329 v. Chr. den Hindukusch überquerte und Bessos sich weiter nach Norden absetzen musste, entschieden sich zwei von Bessos’ Gefolgsleuten, Spitamenes und Datames, Bessos festzunehmen und an Ptolemaios, einen der Feldherren Alexanders auszuliefern, um so dessen Abzug zu erreichen. Dieser dachte jedoch nicht daran, seinen Vormarsch zu stoppen, und zog bis zum Jaxartes, wo er die Stadt Alexandria eschate (das heutige Chudschand) anlegen ließ.
In dieser Situation erreichte ihn die Nachricht, dass in seinem Rücken die Sogdier sich unter der Führung des Spitamenes gegen ihn erhoben hatten und die Stadt Marakanda (heute: Samarkand) belagerten. Möglicherweise hatten sich die Eroberer Übergriffe gegen die zoroastrische Religion erlaubt; Spitamenes sah sich jedenfalls als Verteidiger dieses Glaubens; sein Name ist eine Anlehnung an Spitama, einen Beinamen des Zarathustra. Spitamenes konnte rasch eine Truppe von Bogenschützen um sich scharen. Alexander konnte nicht sofort zum Entsatz von Marakanda heraneilen, da zugleich die Saken, ein Nomadenvolk aus dem Norden, die Makedonen angriffen. Er sandte stattdessen eine Abteilung griechischer Söldner nach Marakanda, die von Spitamenes allerdings vernichtend geschlagen werden konnten. Alexander gelang unterdessen ein Sieg über die Saken, und er führte sein Heer in Gewaltmärschen durch die Wüste gegen Spitamenes. Als er Marakanda erreichte, war Spitamenes bereits abgezogen, der sich mit den Dahern, einem an der Südostküste des Kaspischen Meeres beheimateten Volk, verbündete und gemeinsam mit diesen Raubzüge gegen Balch unternahm, von wo der Satrap Artabazos ihn vertreiben musste. Alexander schickte seinen Feldherren Krateros westwärts, der die Stadt Alexandria Margiane (heute: Merw) gründete, das die Provinz Aria gegen Einfälle des Spitamenes abdeckte. Im Dezember gelang den Truppen Alexanders schließlich der entscheidende Sieg über Spitamenes in der Schlacht von Gabai, der nach dieser Niederlage von den eigenen Soldaten getötet wurde; sein Kopf wurde Alexander übergeben.
Spitamenes hinterließ eine Tochter, Apame, die 324 v. Chr. Seleukos I. heiratete. Sie war Namensgeberin für eine Reihe von hellenistischen Stadtgründungen in Asien (siehe Apameia).